# Federica Tombolato
Federica Tombolato (Bolzano, 23 settembre 1994) è un'ex pattinatrice di short track italiana.

## Biografia
Nella stagione di Coppa del Mondo 2015/2016 con le compagne ha vinto due medaglie d'argento nelle staffette 3000 metri a Montreal e a Dresda. 
Ai campionati europei di short track di Soči 2016 ha vinto la medaglia di bronzo nella staffetta 3000 metri, con le compagne di nazionale Cecilia Maffei, Lucia Peretti, Arianna Valcepina ed Elena Viviani.
Alla coppa del mondo di Dresda 2016 ha vinto la medaglia d'oro nella staffetta 3000 metri, sempre con le compagne di Nazionale.

## Palmarès
Campionati mondiali Junior
- Varsavia 2013: 4º posto staffetta 3000 m;
- Erzurum 2014: 16º posto 500m - 5º posto staffetta 3000 m;

Campionati europei
- Dordrecht 2015: 4º posto nella staffetta 3000 m;
- Soči 2016: bronzo nella staffetta 3000 m;

Coppa del mondo
- Montreal 2014: 2º posto staffetta 3000 m
- Dresda 2015: 2º posto staffetta 3000 m
- Erzurum 2015: 4º posto staffetta 3000 m
- Dresda 2016: 1º posto staffetta 3000 m